# Quercia di strada Zocca

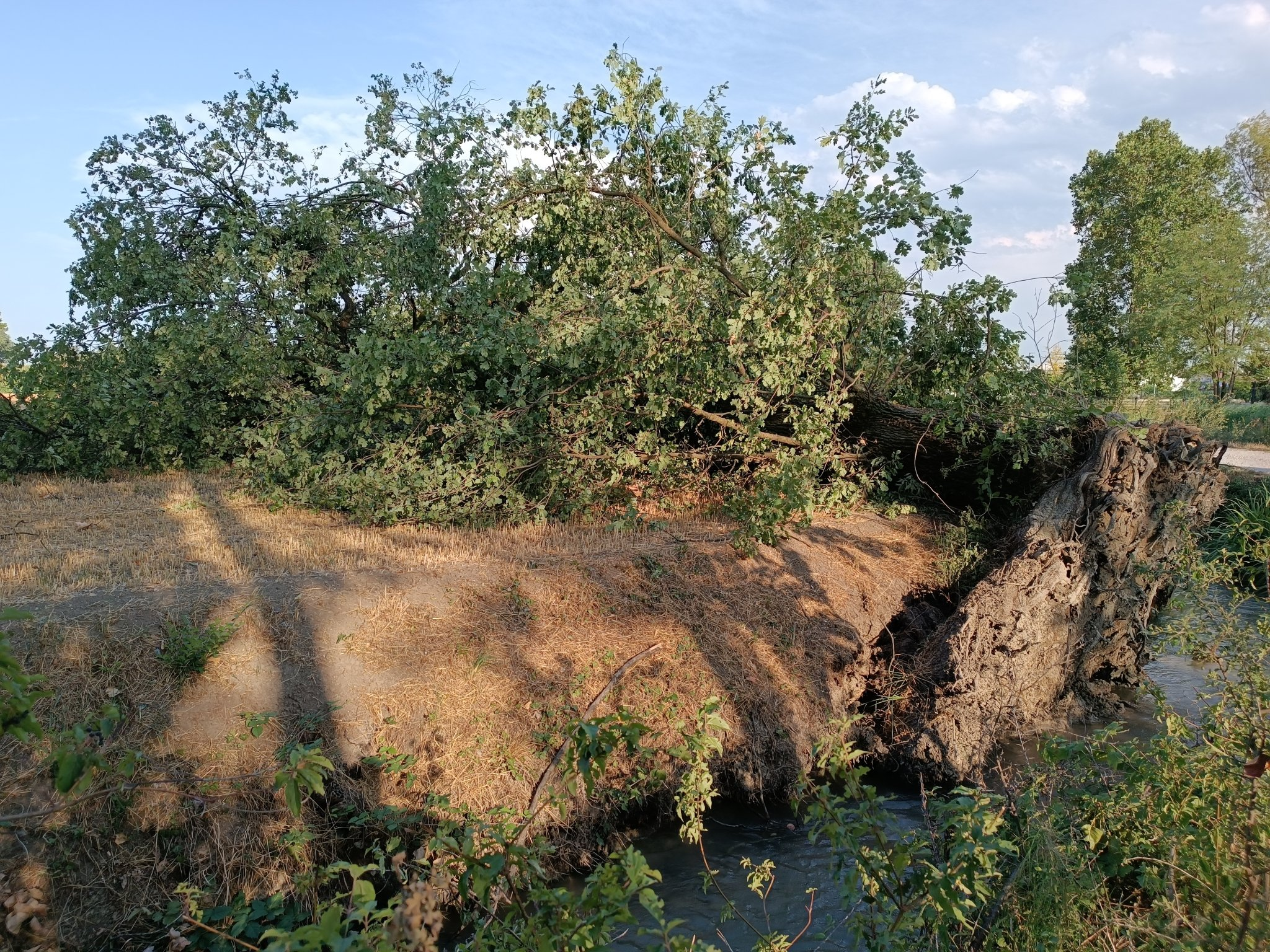
Castel Goffredo, quercia di strada Zocca abbattuta.

La quercia di strada Zocca era un albero monumentale situato in strada Zocca, nel comune di Castel Goffredo, in provincia di Mantova.
Si tratta di un esemplare di quercia (quercus).

## Storia
È iscritta nella lista degli alberi monumentali della Provincia di Mantova.
Un violento temporale abbattutosi sulla zona il 25 luglio 2022 ha provocato lo sradicamento della quercia.